# Haplognathia rosea
Haplognathia rosea är en djurart som tillhör fylumet käkmaskar, och som först beskrevs av Wolfgang Sterrer 1969.  Haplognathia rosea ingår i släktet Haplognathia och familjen Haplognathiidae. Arten är reproducerande i Sverige. Inga underarter finns listade i Catalogue of Life.